# Federatie Varend Erfgoed Nederland
De Federatie Varend Erfgoed Nederland - FVEN - is de voortzetting van de Federatie Oud Nederlandse Vaartuigen. Het is een federatie van behoudsorganisaties van historische vaartuigen. Historische vaartuigen hebben een belangrijk aandeel in het cultuurhistorisch beeld van Nederland, maar worden (nog) niet als monument beschouwd in de zin van de Monumentenwet 1988. Toch is het in het belang van scheepsbehoud, als er voor historische schepen vergelijkbare bijzondere faciliteiten komen, zoals: speciale ligplaatsen, aanlegplaatsen, reparatie- en restauratiefaciliteiten, een uitzonderingspositie voor (eventuele) vaarbelasting, dieselaccijns, milieueisen, etc.

## Aangeslotenorganisaties
- BASM Stichting tot behoud van Authentieke Stoomvaartuigen en Motorsleepboten
- Scheepvaart musea Nederland
- LVBHB Landelijke Vereniging tot Behoud van het Historisch Bedrijfsvaartuig
- NVBZ Nederlandse Vereniging tot Behoud van Zeilwherries "Het Zeilend Scheehout"
- NVORG Nautische Vereniging "Oude Reddings Glorie"
- SBH Stichting Behoud Hoogaars
- SKZ Stichting Kotterzeilen
- SLW Stichting Langedijk Waterrijk
- SSRP Stichting Stamboek Ronde en Platbodemjachten
- VBB  Vereniging Botterbehoud
- VBOG Vereniging van Booteigenaren "Oude Glorie"
- VBZ Vereniging tot Behoud van de Zalmschouw
- VDMS Vereniging De Motorsleepboot
- VKSJ Vereniging Klassieke Scherpe Jachten
- BKPJ Behoudsvereniging Klassiek Polyester Jachten
- ZKC Zweedse Klassieker Club

## Activiteiten
- De Sectie Varende monumenten. In de sectie hebben deskundigen van verschillende scheepstypen zitting, alsmede een vertegenwoordiger van Stichting Advies Bureau Industrieel Erfgoed Nederland (STABIEN). De sectie beheert het Register Varend Erfgoed Nederland om historische schepen te registreren.

- De Materialen Commissie. De materialencommissie beheert en verzorgt de instandhouding van een voorraad materialen, toegesneden op de restauratie van oude vaartuigen, welke uit schaarste of uit kostenoverwegingen door de federatie ten behoeve van de behoudsorganisaties in depot worden gehouden. De commissie beschikt over een materialenfonds dat is opgezet, uit een eenmalige gift van het Prins Bernhard Cultuurfonds, als een roterend fonds waarbij opbrengsten van de verkochte materialen terugvloeien in het fonds en weer gebruikt kunnen worden voor nieuwe investeringen.

- De Werkgroep Regelgeving. De werkgroep onderhoudt contact met gelijkgestemde organisaties en personen zowel in eigen land als in Europees verband. Met enige regelmaat wordt advies gevraagd over varend erfgoed zoals m.b.t. wetgeving, havenfaciliteiten en veiligheids- en milieuaspecten. Dit zowel door overheden als rijk, provincies en gemeenten als door particulieren. De FVEN rekent het tot haar taak hier zo ruim mogelijk gehoor aan te geven.

- De Restauratiecommissie. De commissie kent de door de geldgevers beschikbaar gestelde gelden toe als subsidie, als de eigenaar van een schip een restauratie nastreeft, waardoor de oorspronkelijke functie en uiterlijk van het vaartuig herkenbaar wordt, c.q. behouden blijft. Het Restauratie Fonds FVEN heeft als doel: Het leveren van een wezenlijke bijdrage aan het behoud van Nederlandse traditionele vaartuigen en aan het terugbrengen van deze vaartuigen in een staat uit de periode, waarin met deze vaartuigen hun oorspronkelijke functie werd uitgeoefend.

- De commissie Duurzaam Varend Erfgoed richt zich op het 'behoud door gebruik' van de vloot historische schepen. Daarvoor is allereerst belangrijk dat de oude motoren kunnen blijven draaien en niet vanwege klimaatdoelstellingen vervangen moeten worden. De commissie heeft door middel van enquêtes onder de leden van de behoudsorganisaties onderzoek gedaan naar de hoeveelheden en soorten brandstof die de historische pleziervaart gebruikt en de ervaringen met duurzame brandstoffen als bijvoorbeeld GTL en HVO. De eerste enquête met hulp van TNO over het brandstofgebruik van de Varend Erfgoed schepen heeft geleerd dat de totale emissies van de vloot marginaal zijn vergeleken met de gehele recreatievaart.[1] De tweede enquête richtte zich op eventuele problemen bij het gebruik van synthetische brandstoffen met veel minder emissies. Wat de kansen zijn en wat de bedreigingen.